# Gobernación de Jendouba
La Gobernación de Jendouba (en árabe:ولاية جندوبة) es una de las veinticuatro gobernaciones de Túnez. Está situada en el norte de Túnez, sobre la frontera con Argelia. Cubre un área de 3.102 km² y tiene una población de 401.477 habitantes, según el censo de 2014. La capital es Jendouba.

## Delegaciones con población en abril de 2014
- Aïn Draham 35,400
- Balta - Bou Aouane 38,764
- Bou Salem 35,501
- Fernana 47,690
- Ghardimaou 64,170
- Jendouba 72,337
- Jendouba Nord 40,779
- Oued Meliz 17,843
- Tabarka 48,993

- Datos: Q276580
- Multimedia: Jendouba Governorate / Q276580